# Aisen Nikoláyev
Aisen Serguéyevich Nikoláyev (en ruso: Айсен Сергеевич Николаев, en yakuto: Сэргэй уола Ньукулаайап Айыы Сиэн; Leningrado, Unión Soviética, 22 de enero de 1972) es un político ruso de etnia yakuta. Desde el 28 de mayo de 2018, se desempeña como el cuarto gobernador (jefe) de la República de Sajá. Además, desde el 7 de noviembre de 2019, es secretario de la rama regional en Yakutia del partido Rusia Unida.

## Biografía
Aisen Nikoláyev nació en 22 de enero de 1972 en Leningrado en la Unión Soviética, en el seno de una familia de profesores. Tiene dos hermanos y una hermana. Vivía en Verjneviliuisk, una localidad urbana situada en el centro-oeste de la república de Sajá en Rusia.
A la edad de 16 años se graduó con una medalla de oro de la Escuela Superior de Física y Matemáticas de Viliúisk. Posteriormente ingresó en la Facultad de Física de la Universidad Estatal de Moscú. En 1994 se graduó, , y ese mismo año se graduó de la Academia de Economía Nacional del Gobierno de Rusia con una licenciatura en Gestión Financiera.

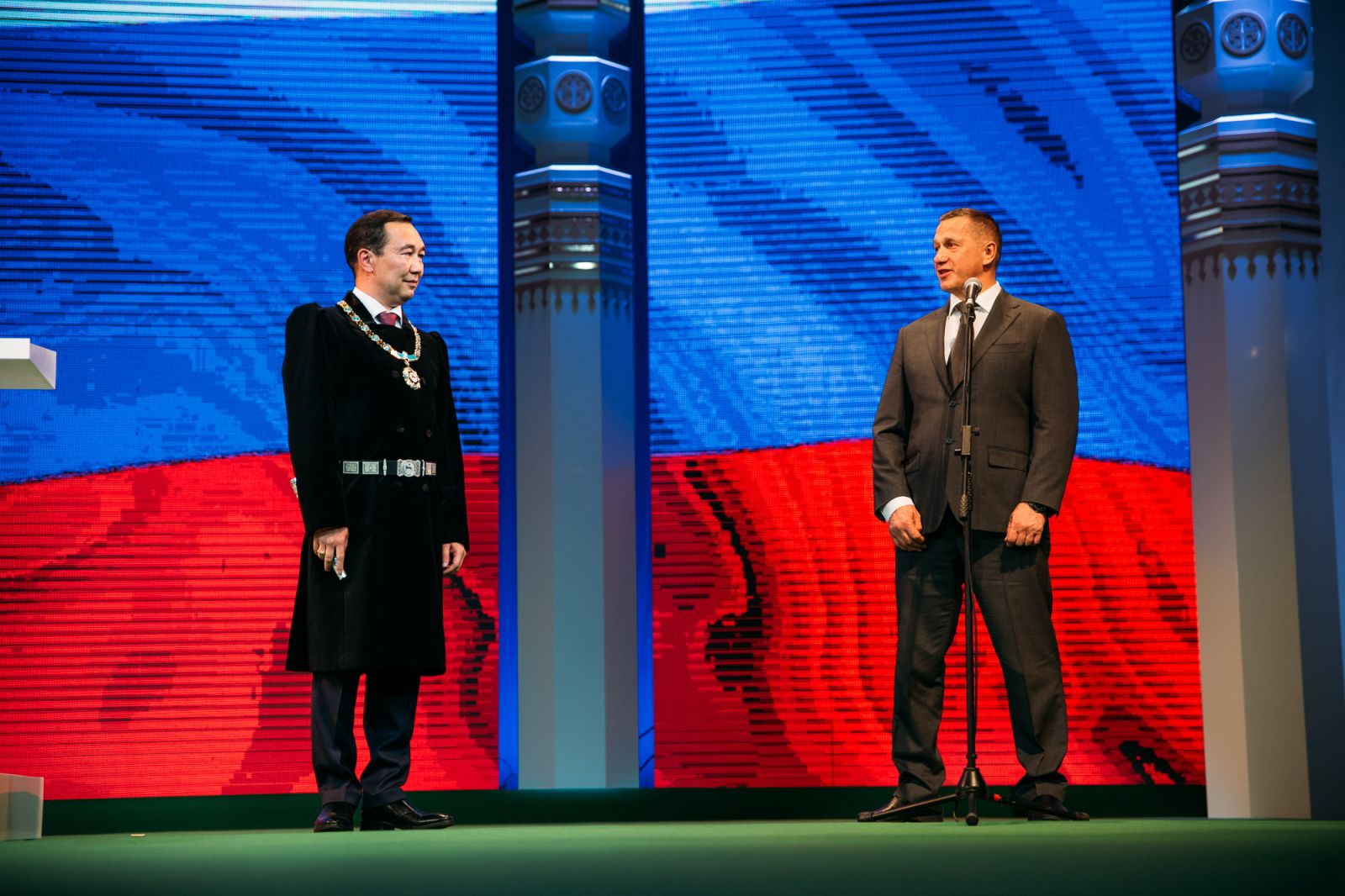
Toma de posesión de Aisen Nikoláyev como gobernador de la República de Sajá (septiembre de 2018)

De 1994 a 1995 dirigió el Centro AOZT SAPI. En 1995, se convirtió en miembro del directorio de la sociedad anónima abierta Almazergienbank, un banco comercial con sede en Yakutsk. De 1995 a 1998, fue vicepresidente del directorio del banco. De 1997 a 2002, fue diputado de la II Convocatoria de la cámara alta de la Asamblea Estatal de la República de Sajá en representación del distrito de Olenyoksky.
De 1998 a 2003, fue presidente del directorio de Almazergienbank, así como vicepresidente de la empresa LLC FK SAPI. En 2002, fue nombrado diputado de la III Convocatoria de la Asamblea Estatal de la República de Sajá por el partido Unión de Fuerzas de Derecha, cargo que ocupó hasta 2004 cuando fue elegido ministro de Finanzas de Yakutia. En 2007 se convirtió en el jefe de la Administración Presidencial y del Gobierno de Yakutia. El 18 de mayo de 2011, fue nombrado Primer Vicepresidente del Gobierno de Yakutia.
A principios de diciembre de 2011, la Duma de la ciudad de Yakutsk convocó elecciones para eleguir un nuevo alcalde seis meses antes de lo previsto, simultáneamente con las elecciones presidenciales del 4 de marzo de 2012, y luego, el 23 de diciembre de 2011, el alcalde de Yakutsk, Yuri Zabolev, renunció a su cargo. En enero de 2012, fue nominado por el partido Rusia Unida como candidato para las elecciones a la alcaldía de Yakutsk. En las elecciones celebradas el 4 de marzo de 2012, recibió el 47,73 % de los votos con una participación del 69,84 %. Según los resultados de la votación, fue elegido jefe de la administración del distrito de la ciudad de Yakutsk durante cinco años.
En la primavera de 2017, antes del nombramiento de las próximas elecciones para el alcalde de Yakutsk, la rama Yakuta del partido Rusia Unida celebró elecciones primarias de candidatos para la elección del jefe de Yakutsk. Consiguió el 86 % de los votos. En el verano de 2017, fue nuevamente nominado como candidato a alcalde de Yakutsk. En las elecciones celebradas el 10 de septiembre de 2017 obtuvo el 68,4% de los votos y resultó electo para un segundo mandato.

### Jefe de la República de Sajá

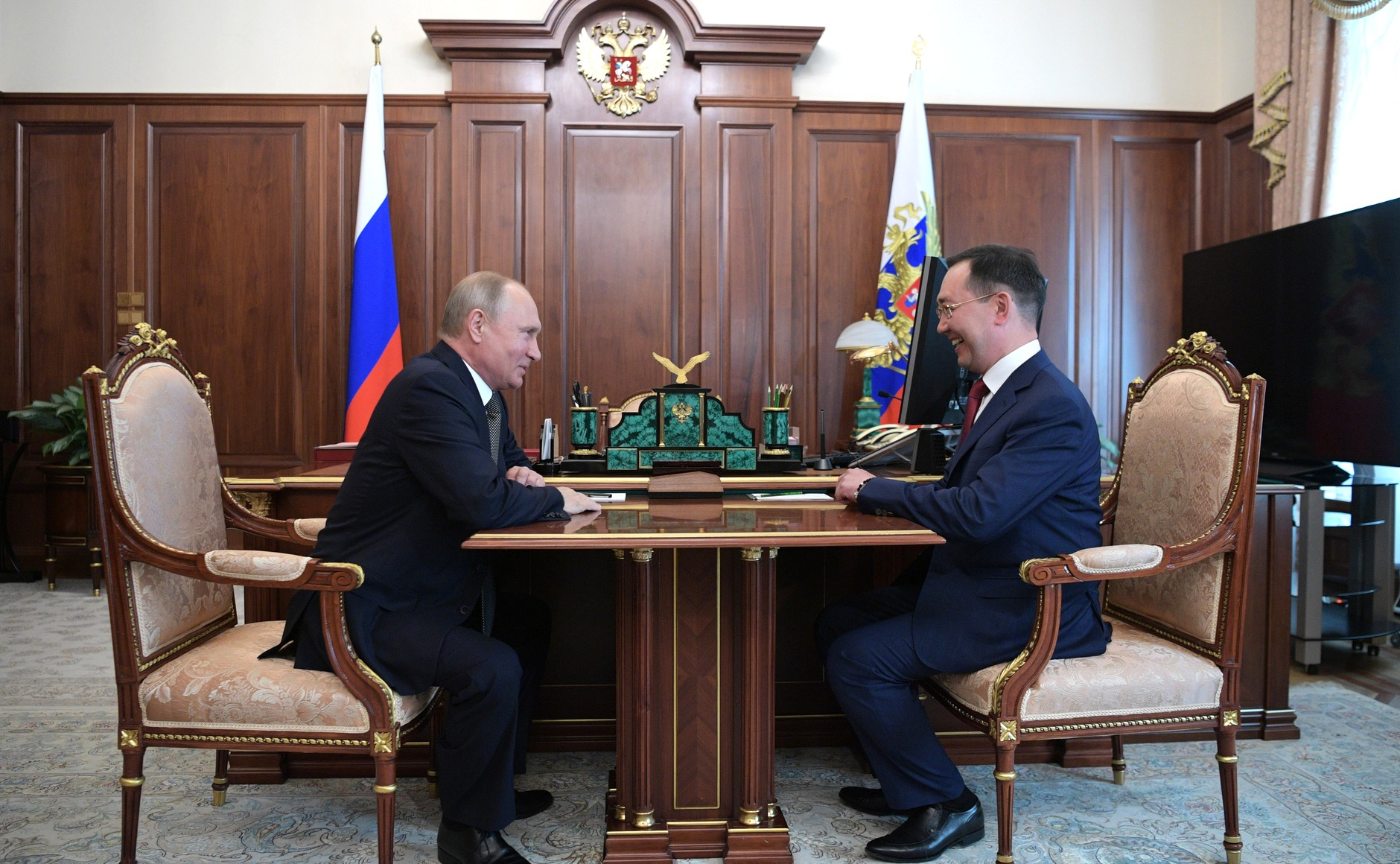
Nikoláyev en una reunión en Moscú con Vladímir Putin, en 2018

El 28 de mayo de 2018, por decreto del presidente de Rusia, Vladímir Putin, fue nombrado jefe interino de la República de Sajá (Yakutia). El 9 de septiembre de 2018 fue elegido Jefe de la República de Sajá, obteniendo el 71,40 % de los votos en las elecciones. El 27 de septiembre de 2018 asumió el cargo de Gobernador.
Del 2 de agosto de 2019 al 27 de enero de 2020, fue miembro del Presídium del Consejo de Estado de la Federación Rusa. Aparte de sus cargos oficiales también es miembro del Consejo Político de la rama regional de Rusia Unida y Presidente de la Federación de Lucha Libre de la República de Sajá (Yakutia).

## Sanciones
Desde julio de 2022, se encuentra bajo sanciones del gobierno británico porque «Administra un organismo estatal regional de la Federación Rusa, que apoya o implementa acciones o políticas que socavan o amenazan la integridad territorial, la soberanía y la independencia de Ucrania».
En diciembre de 2022, la Oficina de Control de Activos Extranjeros del Departamento del Tesoro de los Estados Unidos agregó a Nikolóyev y a otros veintiocho gobernadores de los sujetos federales de Rusia a la Lista de personas bloqueadas y nacionales especialmente designados debido a su participación en la ejecución de la orden de movilización parcial de reservistas de septiembre de 2022.

## Familia
Nikoláyev está casado con Liudmila Valerievna Nikoláeva quien, desde 2005, ha trabajado en puestos ejecutivos en empresas mineras de diamantes.Tiene tres hijos.

## Premios y honores
- Ciudadano de honor de la ciudad de Yakutsk (10 de septiembre de 2022).[15]
- Orden de la Amistad (21 de marzo de 2022) - «por su gran contribución al desarrollo socioeconómico de la República de Sajá-Yakutia».[16]
- Trabajador de Honor de la Economía Nacional de la República de Sajá-Yakutia (2008).
- Orden del Santo Príncipe Creyente Alejandro Nevski (22 de enero de 2022) - otorgado por la Iglesia ortodoxa rusa.[17]